# Myboypeter
Myboypeter(1999년 ~)는 대한민국의 래퍼다. 이전 예명은 Moodie였다. 2018년 싱글 《moodboom : 20》로 데뷔했다.

## 학력
- 포곡고등학교 졸업

## 방송
- 고등래퍼 1 (2017) - Top54
- 고등래퍼 2 (2018) - 사전 오디션 탈락

## 음반
- moodboom : 20 (2018)
- moodboom : roadway travel (2019)
- dizzy city (2020)